# Fritz Weissenbeck
Fritz Weissenbeck (* 1. Juli 1920 in Lannach; † 1. Oktober 1949 in Wien) war ein österreichischer Kommunist, Widerstandskämpfer gegen den Nationalsozialismus und führender Funktionär der Freien Österreichischen Jugend.

## Leben
Friedrich („Fritz“) Weissenbeck wurde am 1. Juli 1920 in Lannach in der Steiermark geboren. Als Sohn einer ArbeiterInnenfamilie kam er im Alter von vier Jahren nach Wien. Nach vier Jahren Volksschule und vier Jahren Mittelschule absolvierte er eine zweijährige Textilfachschule. 1932 trat er den Roten Falken bei. Nach dem Februar 1934 und dem Verbot der sozialdemokratischen Organisationen wechselte er zum illegalen Kommunistischen Jugendverband (KJV) über. 1935 wurde Weissenbeck wegen Streuens von Flugzetteln verhaftet und aus der Textilfachschule ausgeschlossen. Nach zwei Wochen Polizeihaft wurde er wieder freigelassen. Im Zuge einer allgemeinen Amnestie konnte er 1936 die Schule beenden.
Im Februar 1938 ging Fritz Weissenbeck nach Spanien, um während des Spanischen Bürgerkrieges auf Seiten der Republik gegen den Franco-Faschismus zu kämpfen. Ab März 1938 war er Angehöriger des 1. Bataillons („Edgar André“) der 11. Internationalen Brigade. Bei einem Feuergefecht im Rahmen der Ebro-Offensive wurde Weissenbeck verwundet. Von Februar 1939 bis Oktober 1940 war er in französischen Lagern interniert, zunächst in  Saint-Cyprien, dann im Camp de Gurs und zuletzt im Internierungslager Argelès-sur-Mer. Im Lager Gurs wurde Weissenbeck in die KPÖ überstellt.
Als die KPÖ die österreichischen Spanienfreiwilligen in den französischen Lagern zur Rückkehr nach Österreich aufforderte, um dort politischen Widerstand zu leisten, stellte sich Weissenbeck in Bordeaux den deutschen Behörden. Im November 1940 wurde er nach Saarbrücken und von dort der Wiener Gestapo überstellt. Das gegen ihn angestrengte Gerichtsverfahren wegen Vorbereitung zum Hochverrat wurde eingestellt. Am 7. August 1941 wurde er in das KZ Dachau überstellt und von dort am 2. Juli 1942 in das KZ Ravensbrück.
In Ravensbrück war Weissenbeck Kapo des Kommandos Weberei und gehörte als Vertreter Österreichs dem illegalen antifaschistischen Lagerkomitee an. Bei der Räumung des Lagers Ende April 1945 gelang ihm die Flucht. Er kehrte am 19. Mai 1945 nach Wien zurück, wo er zunächst in der Jugendarbeit der KPÖ und ab 1946 als Funktionär der Freien Österreichischen Jugend (FÖJ) aktiv war. Ab Jänner 1946 bis 1949 war er Vorsitzender („Stadtleiter“) der Wiener FÖJ und von Mai 1946 bis 1949 stellvertretender Bundesvorsitzender. Darüber hinaus gehörte er von 1945 bis 1949 der Stadtleitung der KPÖ Wien an. Seit dem 14. Parteitag im Herbst 1948 war er Kandidat des Zentralkomitees der KPÖ.
Am 1. Oktober 1949 verunglückte Fritz Weissenbeck tödlich bei einem Verkehrsunfall. Er war verheiratet mit Margit (geb. Brabec) und hinterließ einen gleichnamigen Sohn.